# 斯特勞德
斯特勞德（Stroud）是位於英格蘭格洛斯特郡的一個城市和民政教區。2011年，斯特勞德有人口13,259人。